# Phocoenoides dalli
Phocoenoides dalli (Фоценіда) — ссавець родини Фоценові (Phocoenidae).

## Поширення
Зустрічається тільки в північній частині Тихого океану і прилеглих морях (Берингове й Охотське, а також Японське море). Вони мешкають в глибоких водах між 30° пн.ш. і 62° пн.ш. 

## Опис
Голова і тіло довжиною 170—236 см, нагрудний плавник довжиною 18—25 см, спинний плавник висотою 13—20 см, вага 80—125 кг. Максимальна зафіксована вага 218 кг. Обидві статі однакового розміру. Верх тіла чорний, по боках білі плями, що простягаються на черево. Тварина має дуже товсте тіло і малу голову. 

## Спосіб життя і харчування
Мабуть опортуністичний вид, який споживає широкий спектр поверхневої і з товщі води рибу і кальмари, особливо м'якотілі види, такі як анчоуси. Живуть у невеликих групах від 2 до 12 осіб, однак вони можуть збиратися в групи в сотні осіб при годуванні.

## Відтворення
Самиці народжують кожні 1 чи 2 роки. Пологи зазвичай проходять в літній час. Вагітність триває в середньому 11.4 місяці, а період лактації триває від 1.6—4 місяці до 2 років. Народжується єдине маля довжиною 100 см. Максимальна відома тривалість життя 22 роки. 